# Chelonistele lurida
Chelonistele lurida là một loài thực vật có hoa trong họ Lan. Loài này được Pfitzer mô tả khoa học đầu tiên năm 1907.